# Children of the Dust
Children of Dust is een Amerikaanse dramafilm uit 1923 onder regie van Frank Borzage.

## Verhaal
De weesjongen Terwilliger beschouwt de toezichthouder op een park in New York als zijn pleegvader. Hij heeft een oogje op Helen Raymond, maar ook Harvey Livermore is verliefd op haar. Wanneer de beide jongens in dienst gaan, breekt de Eerste Wereldoorlog uit. Terwilliger redt het leven van Livermore aan het front. Bij zijn thuiskomst trouwt Terwilliger met Helen.

## Rolverdeling
| Acteur                  | Personage                   |
| ----------------------- | --------------------------- |
| Bert Woodruff           | Archer                      |
| Johnnie Walker (acteur) | Terwilliger                 |
| Frankie Lee             | Terwilliger (als kind)      |
| Pauline Garon           | Helen Raymond               |
| Josephine Adair         | Helen Raymond (als kind)    |
| Lloyd Hughes            | Harvey Livermore            |
| Newton Hall             | Harvey Livermore (als kind) |
| George Nichols          | Stiefvader van Terwilliger  |